# Oldham (Dakota del Sud)
Oldham è un centro abitato (city) degli Stati Uniti d'America, situato nella contea di Kingsbury nello Stato del Dakota del Sud. La popolazione era di 133 persone al censimento del 2010.
Alcuni dicono che la città prende il nome da Oldham Carrot, un proprietario di un terreno locale, altri credono che sia un omaggio a Oldham, in Inghilterra, la città natale di un primo colono.

## Geografia fisica
Oldham è situata a 44°13′42″N 97°18′32″W (44.228219, -97.308979).
Secondo lo United States Census Bureau, ha un'area totale di 0,25 miglia quadrate (0,65 km²).

## Società

### Evoluzione demografica
Secondo il censimento del 2010, c'erano 133 persone.

### Etnie e minoranze straniere
Secondo il censimento del 2010, la composizione etnica della città era formata dal 100,0% di bianchi. Ispanici o latinos di qualunque razza erano il 2,3% della popolazione.